# Thorismund
Thorismund, död 453, var kung i västgotiska riket från 451 till 453. 